# Rasvet (Yeisk, Krasnodar)
Rasvet (del ruso: Рассвет) es un jútor del raión de Yeisk del krai de Krasnodar, en Rusia. Está situado en las tierras bajas de Kubán-Azov, en la costa norte de la península de Yeisk, a orillas del limán Yeiski del mar de Azov, 14 km al sureste de Yeisk y 179 km al noroeste de Krasnodar, la capital del krai. Tenía 47 habitantes en 2010.
Pertenece al municipio Aleksándrovskoye.